# Kim Sung-jae
Kim Sung-jae (hangul: 김성재; rr: Gim Seong-jae; 18 de abril de 1972 - 20 de novembro de 1995) foi um cantor, rapper, dançarino e modelo sul-coreano, mais conhecido como membro da dupla Deux, uma influente dupla de hip-hop e pop coreano, que ganhou notoriedade no início dos anos 90. Após a dissolução de Deux, Kim iniciou sua carreira como cantor solo, porém ela logo foi interrompida, devido sua morte em novembro de 1995, aos 23 anos de idade. As circunstâncias exatas relacionadas a sua morte ainda são consideradas um mistério.

## Carreira artística e morte
Kim Sung-jae juntamente com Lee Hyun-do formaram a dupla Deux, que lançou seu primeiro álbum homônimo em 1993. Dois anos depois, o Deux encerrou suas atividades, vários meses depois que isso ocorreu, Kim lançou seu primeiro álbum solo intitulado  As I Told You, em 19 de novembro de 1995. No mesmo dia, ele cantou a faixa-título do álbum em um programa de música da emissora SBS, como parte de suas promoções, após sua participação no programa ele voltou ao seu quarto de hotel com sua namorada e membros de sua comitiva. No dia seguinte, ele foi encontrado morto em seu quarto de hotel, a polícia determinou a causa da morte como sendo de um ataque cardíaco causado por karōshi (excesso de trabalho). No entanto, 28 marcas de agulhas foram descobertas mais tarde em seu braço direito e uma autópsia revelou vestígios de anestésico animal ou estimulante animal em seu corpo.
O Ministério Público do Distrito de Seul reexaminou a morte de Kim em 5 de dezembro, 15 dias após o caso ter ocorrido e concluiu ser impossível um destro dar uma injeção em seu antebraço direito. Em 8 de dezembro, a namorada de Kim foi presa pela polícia pelo seu suposto assassinato e depois condenada à prisão perpétua, porém, acabou sendo absolvida devido à "falta de provas". O caso foi considerado um mistério não resolvido.

## Discografia

### Como solista
- 말하자면 (As I Told You) (1995)